# 比克考劳纽什
比克考劳纽什，是匈牙利包尔绍德-奥包乌伊-曾普伦州所辖的一个村。总面积26.20平方公里，总人口1503，人口密度57.4人/平方公里（2011年1月1日）。